# Halle Sø
Halle Sø er en næringsrig sø på 31 ha og er forholdsvis lavvandet med en maksimumsdybde på 3,8 meter beliggende godt  5 km nordøst for Nørre Snede på grænsen mellem  	Ikast-Brande og Horsens Kommune. 
Den modtager hovedsagelig vand via Boest Bæk (den øvre del af Mattrup Å), der afvander Torup Sø. Ud over det algeholdige vand fra Torup Sø, er Halle Sø belastet af dyrkede arealer og dambrugsdrift. Den har udløb til Mattrup Å mod sydøst, og ca. en halv kilometer vedere mod sydøst ligger, også ved åen, Stigsholm Sø
Søen er en del af Natura 2000-område nr. 53 Sepstrup Sande, Vrads Sande, Velling Skov og Palsgård Skov, og er både habitatområde og fuglebeskyttelsesområde.